# 小行星3923
小行星3923（英語：3923 Radzievskij）是一颗围绕太阳公转的小行星。1976年9月24日，尼古拉·切爾尼赫在克里米亚发现了此天体。
这颗小行星的绝对星等为283.03797等。